# Rubus picearum
Rubus picearum är en rosväxtart som först beskrevs av Beek, och fick sitt nu gällande namn av A. van de Beek. Rubus picearum ingår i släktet rubusar, och familjen rosväxter. Inga underarter finns listade i Catalogue of Life.